# أبو يعفر بن علقمة
أبو يعفر بن علقمة بن مالك بن عدي بن الذميل بن ثور بن أسس بن ربي بن نمارة بن لخم, هو الحادي عشر من ملوك الحيرة, حكم في الفترة (503-507م)
وهو من أسرة ذميل النصرانية وذميل بطن من بطون لخم, وصفه فيلكسينيوس بالقائد العسكري, حيث يبدو أن النعمان استخلفه على الحيرة في فترة غيابه عنها لحروبه وبعد مقتل النعمان في معركة قرب قرقيسيا استخلف أبو يعفر للحكم, كان أبو يعفر على المذهب النسطوري وقد أرسل إليه الأسقف فيلوكسينس المنبجي الذي كان على المذهب اليعقوبي رسالة يحدثه فيها عن سيرة نسطور و«هرطقته». وقد أكمل هذا الملك مهاجمة بلاد الروم بعد سلفه النعمان.
| سبقه النعمان بن الأسود | 'مـناذرة' 503-507 | تبعه امرؤ القيس بن النعمان |